# Paedocypris progenetica
Es un peix, de fet el més petit del mon. Es un tipus de carpa endèmica que viu a Indonèsia. Les femelles com a màxim mesuren 10,3 mm. I els mascles 9,8 mm.